# 비자고둥상과
비자고둥상과(Acteonoidea)는 바다 달팽이 상과의 하나이다. 해양 복족류 연체동물이다.

## 분류
2005년의 부쉐와 로크루아의 복족류 분류는 비자고둥상과를 이선류(異旋類, Allogastropoda)로 알려진 비공식군 "하이새류" (좁은 의미의(sensu) 이새목(Heterostropha) Ponder & Warén, 1988)에 포함시켰다.
2010년 요르거(Jörger)와 그의 공저자들 은 그들의 분석 결과를 토대로 비자고둥상과를 나측류(Nudipleura)의 자매군으로만 언급했다. 아직 제한적인 "하이새류" 샘플에 관한 분자생물학적 연구를 통해 이 분류군이 일종의 파생된 위치거나 직신경류 내의 가장 기초적인 분기군이라는 결과를 되풀이하여 얻었다. 비자고둥상과에 관한 최근의 분자생물학적 계통 분류 연구는 하이새류 리소엘라상과와 일종의 공통 기원을 가지고 있으며, 나측류와 자매군 관계에 있음을 시사하고 있다. 비자고둥상과의 분류학적 위치가 기저 분류군에 놓인다는 점은 일반적으로 받아들여지지만, 원래 파생된 분류군의 하나일 것이라고 간주되었던 나측류가 기저 분류군이라는 것은 일부 저자들이 의심스러워 하고 있으며, 이런 부자연스런 그룹화를 일으키는 원인으로써 이종률(rate heterogeneity)과 표준에서 벗어난 DNA 염기 조성을 들고 있다. 아직 제한적인 "하이새류" 샘플에 관한 분자생물학적 연구를 통해 이 분류군이 일종의 파생된 위치거나 직신경류 내의 가장 기초적인 분기군이라는 결과를 되풀이하여 얻었다. 비자고둥상과에 관한 최근의 분자생물학적 계통 분류 연구는 하이새류 리소엘라상과와 일종의 공통 기원을 가지고 있으며, 나측류와 자매군 관계에 있음을 시사하고 있다. 비자고둥상과의 분류학적 위치가 기저 분류군에 놓인다는 점은 일반적으로 받아들여지지만, 원래 파생된 분류군의 하나일 것이라고 간주되었던 나측류가 기저 분류군이라는 것은 일부 저자들이 의심스러워 하고 있으며, 이런 부자연스런 그룹화를 일으키는 원인으로써 이종률(rate heterogeneity)과 표준에서 벗어난 DNA 염기 조성을 들고 있다.
생식 계통에서의 잠재적인 파생형질 공동소유에 기초하여, 기셀린(Ghiselin)은 이미 비자고둥상과와 나측류 사이의 관계를 이미 제안한 바 있다. 그러나 비자고둥상과는 리소엘라상과 함께 잘 지지되는 "하이새류"를 형성하며, 아크티피스(Aktipis) 등과 디나폴리(Dinapoli) 그리고 클라스만-콜브(Klussmann-Kolb)에 의해 결과로 확인되었다. 후자의 저자들은 또한 나측류가 직신경류의 첫 번째 기저 분류군이라는 사실을 발견했으며, 연구를 통해 확인되었다. 살비니-플라웬(Salvini-Plawen)와 스타이너(Steiner)는 산각상과를 나측류와 함께 묶었으나, 최신의 분자생물학적 또는 형태학적 연구 결과 어느 것도 그런 관계를 지지하지 않고 있다.

## 과
2005년 부쉐와 로크루아의 복족류 분류는 5개 과를 비자고둥상과로 분류했다.
- 비자고둥상과(Acteonoidea)
  - 비자고둥과(Acteonidae) d' Orbigny, 1843
  - † Acteonellidae Gill, 1871
  - Aplustridae Gray, 1847 - 이전 이름, 물고둥과(Hydatinidae)는 무효로 공표되었다.
  - 두더지고둥과(Bullinidae) Gray, 1850
  - † Zardinellidae Bandel, 1994